# 中央公园站 (沈阳市)
- 關於其他名为“中央公园站”的地铁车站，請見「中央公园站」。

中央公园站位于辽宁省沈阳市浑南区，是沈阳地铁2号线的车站，于2023年9月29日随二号线南延线开通启用。
车站工程时期用名“市民广场站”（命名来自浑南新城市民广场），后因规划更改，车站旁地块改为浑南新城中央公园，最终车站以公园名称命名。
本站为二号线南延线特色装修车站之一，车站以“清廉沈阳文化主题车站”作为主题，不设置商业广告，站厅设置浮雕墙、播放相关内容的电子显示屏，站台展示历代诗人所著关于廉洁主题的诗句，同时出入口显示屏上也给出相关指示。

## 车站结构
|  |  |

车站位于新运河路与智慧三街路口下方，结构形式为地下两层双柱三跨结构岛式结构，局部采用三层三跨的箱型框架结构，其中B1层为站厅层，B2层为站台层，设有一组岛式站台。车站标准段结构宽度22.5米，底板埋深约18m，最深处埋深25.15m，有效站台宽度12米，车站主体结构总长219.8米。

### 车站楼层
| 1层               | 出入口 | 出入口 |
| B1层              | 站厅层 | 乘客服务中心、自动售票机、自动售货机、安检                                                                      |
| B2层              | 站台   | \| \| \| █ 2号线往蒲田路（省博物馆） \| \| 島式 · 開左邊车门 \| \| \| \| \| \| █ 2号线往桃仙机场（创新一路） \| |
|                   |        | █ 2号线往蒲田路（省博物馆）                                                                                     |
| 島式 · 開左邊车门 |        | |
|                   |        | █ 2号线往桃仙机场（创新一路）                                                                                   |

### 车站出口
车站设置4个出入口，A出入口位于智慧三街新运河路路口东北侧，朝向北；B出入口位于智慧三街新运河路路口西北侧，朝向北并设置无障碍电梯；C出入口位于智慧三街新运河路路口西南侧，朝向南；D出入口位于位于智慧三街新运河路路口东南侧，朝向南。
| 出口编号 | 出口指示                    | 建议前往的目的地                               | 照片 |
| -------- | --------------------------- | ---------------------------------------------- | ---- |
| 出口 · A | 新运河路 路北 智慧三街 路东 | 新运河路、智慧三街、沈阳国际青少年活动中心     |      |
| 出口 · B | 新运河路 路北 智慧三街 路西 | 新运河路、智慧三街、浑南新城中央公园及音乐喷泉 |      |
| 出口 · C | 新运河路 路南 智慧三街 路西 | 智慧三街、浑南新城中央公园                     |      |
| 出口 · D | 新运河路 路南 智慧三街 路东 | 智慧三街、智慧四街                             |      |

## 利用状况
本站位于新运河路与智慧三街路口，紧邻浑南新城中央公园，该公园设置有景观展览区，并在每年夏季举办“浑南之夏”系列文化活动，音乐喷泉也在每日夜间开放，同时公园也在每年冬季举办冰雪嘉年华，因此往来本站的乘客以游客为主，客运量在二号线南延线中居于中位。

## 接驳交通
| 中央公园地铁站（站位位于智慧三街，A出入口旁） \| 编号 \| 编号 \| 线路 \| 线路 \| 线路 \| 收费 \| 运营商 \| 备注 \| \| ---- \| ---- \| ---------------- \| ---- \| -------- \| ---- \| -------- \| ---- \| \| \| 108 \| 沈阳南站公交枢纽 \| ⇆ \| 泉园小区 \| 2元 \| 沈苏公司 \| \| |      |                  |      |          |      |          |      |
| 编号 | 编号 | 线路             | 线路 | 线路     | 收费 | 运营商   | 备注 |
| | 108  | 沈阳南站公交枢纽 | ⇆    | 泉园小区 | 2元  | 沈苏公司 |      |

| 编号 | 编号 | 线路             | 线路 | 线路     | 收费 | 运营商   | 备注 |
| ---- | ---- | ---------------- | ---- | -------- | ---- | -------- | ---- |
|      | 108  | 沈阳南站公交枢纽 | ⇆    | 泉园小区 | 2元  | 沈苏公司 |      |

| 编号 | 编号    | 线路     | 线路 | 线路     | 收费 | 运营商   | 备注         |
| ---- | ------- | -------- | ---- | -------- | ---- | -------- | ------------ |
|      | 198西环 | 美地庄园 | ↻    | 美地庄园 | 2元  | 沈苏公司 | 整点定时发车 |
|      | 198北环 | 美地庄园 | ↺    | 美地庄园 | 2元  | 沈苏公司 | 整点定时发车 |

|-

## 历史
- 2021年6月18日 - 本站主体结构顺利封顶，也是二号线南延线工程最后一座主体结构封顶的车站[7]。

- 2023年9月29日 - 本站随2号线南延线开通启用。